# Breitschnabeldelfin
Der Breitschnabeldelfin (Peponocephala electra) ist die einzige Art innerhalb der Gattung Peponocephala und gehört zu den Delfinen (Delphinidae). Er ist weltweit in allen tropischen Gewässern anzutreffen, aufgrund seiner Vorliebe für tiefere Regionen gibt es allerdings recht wenige Sichtungen.

## Merkmale
Ausgewachsen hat der Wal eine Länge von etwa 2,1 bis 2,7 Metern und wiegt etwa 160 Kilogramm. Der Körper ist torpedoförmig mit einem schlanken, spitz zulaufendem Kopf, dem das Tier seinen wissenschaftlichen und englischen Namen verdankt. Die Schnauze ist stumpf. Das Maul ist von weißen, hellgrauen oder pinkfarbenen Scheinlippen umgeben. Der Körper ist blauschwarz, dunkelgrau oder dunkelbraun gefärbt. Der Gesichtsbereich ist dunkler, wodurch der Eindruck einer Gesichtsmaske entsteht, und auf dem Rücken liegt ein ebenfalls dunklerer, Cape-artiger Fleck. Ein unauffälliger, hellgrauer, ankerförmiger Fleck liegt auf der Brust, ein heller grauer oder gebrochen weißer auf dem hinteren Bauch. Die Flipper sind lang und spitz, die Finne ist hoch und sichelförmig mit spitzem Ende. Im Profil unterscheidet sich der Breitschnabeldelfin vom Kleinen Schwertwal durch einen weniger stark gerundeten Kopf. Die Schwanzwurzel ist schmal. Die Fluke ist breit mit leichter Einkerbung in der Mitte und deutlich konkaven Hinterkanten. Die Weibchen haben eine schmalere Fluke als die Männchen.

## Lebensweise
Über den Breitschnabeldelfin ist relativ wenig bekannt, der Hauptteil der wissenschaftlichen Daten stammt aus Untersuchungen gestrandeter Exemplare. Der Breitschnabeldelfin springt häufig in flachen Sprüngen aus dem Wasser. Die Tiere bilden große Schulen mit meist 100 bis 500, gelegentlich auch über 1000 Tieren. Als Nahrung dienen Tintenfische, Kalmare und Fische.

## Verbreitung

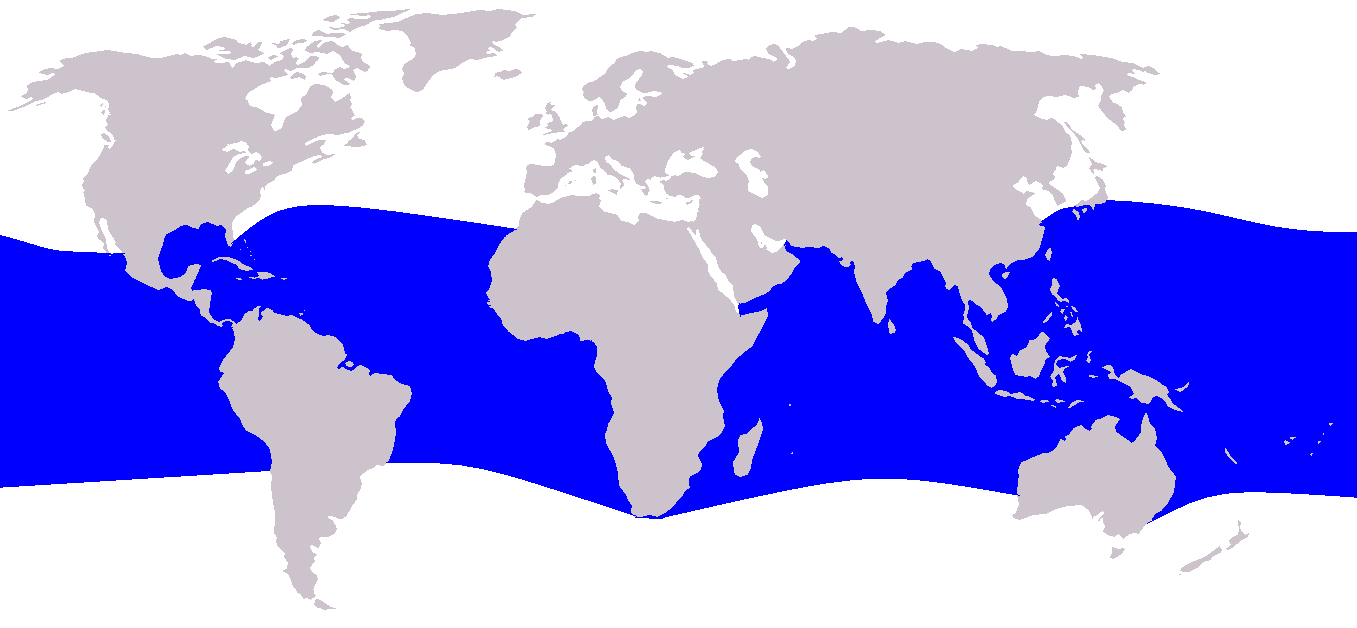
Verbreitung

Der Breitschnabeldelfin ist weltweit in allen tropischen und subtropischen Meeren anzutreffen. In den nördlichen Gebieten dringt er dabei gelegentlich auch in die gemäßigten Gewässer ein, die nördlichste Sichtung stammt dabei von der Südküste Irlands. Die Hauptverbreitung hat er jedoch im Bereich zwischen dem nördlichen und südlichen 20. Breitengrad. Sichtungen finden vor allem abseits der Kontinentalschelfe statt. Die Gewässer um Hawaii und in der Tanon-Straße, zwischen den Inseln Negros und Cebu (Philippinen), gehören zu den Orten, an denen eine Sichtung am wahrscheinlichsten ist.

## Taxonomie
Bei seiner Erstbeschreibung im Jahr 1846 wurde die Art von John Edward Gray den Kurzschnauzendelfinen (Gattung Lagenorhynchus) zugeordnet, 1966 jedoch von Masaharu Nishiwaki und Kenneth S. Norris in eine eigene Gattung Peponocephala gestellt. Dabei leitet sich Pepono von dem lateinischen Namen des Gartenkürbisses (Cucurbita pepo) ab und stellt wahrscheinlich eine Fehlübersetzung der Neubenenner dar, die den Namen nach dem im englischen Sprachgebrauch üblichen Namen ‚Melon-headed Whale‘ (= „melonenköpfiger Wal“) wählten und dabei die Melone mit dem Kürbis verwechselten. Daher wäre die korrekte Übersetzung des Gattungsnamens „kürbisköpfiger Wal“. Der Artzusatz bezieht sich auf die Meerjungfrau Elektra aus der griechischen Mythologie. John Edward Gray wählte öfter Namen aus diesem Bereich für Meeressäuger.
Genetische Untersuchungen zeigen den Breitschnabeldelfin als Schwestergruppe der Grindwale (Globicephala). Zusammen mit dem Zwerggrindwal (Feresa attenuata), dem Kleinen Schwertwal (Pseudorca crassidens), dem Rundkopfdelfin (Grampus griseus), dem Rauzahndelfin (Steno bredanensis) und der Gattung Orcaella bilden diese Taxa die nach den Grindwalen benannte Unterfamilie Globicephalinae innerhalb der Delfine.

## Strandungen
Ende September 2019 sind rund 200 Breitschnabeldelfine an einem Strand in Boa Vista gestrandet.
Ende August 2020 verendeten 18 Breitschnabeldelfine an Stränden von Mauritius, was aufgrund der sich kurz zuvor ereigneten Ölkatastrophe des Frachters Wakashio vor Mauritius ein größeres Medienecho hervorrief.

## Belege
1. 1 2  
Michael R McGowen, Georgia Tsagkogeorga, Sandra Álvarez-Carretero, Mario dos Reis, Monika Struebig, Robert Deaville, Paul D Jepson, Simon Jarman, Andrea Polanowski, Phillip A Morin u. Stephen J Rossiter:  Phylogenomic Resolution of the Cetacean Tree of Life Using Target Sequence Capture. Systematic Biology, Volume 69, Issue 3, Mai 2020, S. 479–501, doi: 10.1093/sysbio/syz068
2. ↑  
Beolens, Watkins & Grayson: The Eponym Dictionary of Mammals. Johns Hopkins University Press, Baltimore 2009, ISBN 978-0-8018-9304-9, S. 123 (Elektra [PDF]).
3. ↑  Rätselhaftes Delfinsterben an der afrikanischen Westküste (Memento des Originals vom 12. Oktober 2019 im Internet Archive)  Info: Der Archivlink wurde automatisch eingesetzt und noch nicht geprüft. Bitte prüfe Original- und Archivlink gemäß Anleitung und entferne dann diesen Hinweis. rtl.de, 30. September 2019, abgerufen am 12. Oktober 2019.
4. ↑  18 Delfine an Stränden von Mauritius verendet, auf spiegel.de. Abgerufen am 28. August 2020.